# Acentronura
Acentronura ist eine artenarme Seenadelgattung, die im Roten Meer und im westlichen Indopazifik von der Küste Ostafrikas bis Japan und Australien vorkommt.

## Merkmale
Acentronura-Arten werden 5,5 bis 6,5 cm lang, besitzen einen sehr langgezogenen, dünnen Körper und sind ohne Schwanzflosse. Stattdessen besitzen sie, wie die Seepferdchen (Hippocampus), einen Greifschwanz, der sie in der Lage versetzt, sich an Wasserpflanzen oder Algen festzuhalten. In ihrem äußeren Erscheinungsbild stehen sie zwischen Seenadeln und Seepferdchen, wobei die schlanken Weibchen eher den Seenadeln ähneln, während die Männchen, die eine Bruttasche besitzen, breiter gebaut und mehr seepferdchenartig sind. Der Brutbeutel der Männchen liegt unter dem Schwanz und hinter dem Anus. Wie alle Seenadeln ist Acentronura durch ringförmig angeordnete Knochenplatten gepanzert. Die Rückenflosse wird durch 16 bis 17 Flossenstrahlen gestützt.
Acentronura-Arten bewohnen vor allem Weichböden mit geringem Algenbewuchs. Im Unterschied zu den Seepferdchen schwimmen sie nicht aufrecht und tragen ihren Kopf nicht im 90°-Winkel abgeknickt zum Körper, sondern halten ihn in einer Linie mit dem Körper. Ähnlich wie die Fetzenfische sind die Acentronura-Arten durch Hautauswüchse gut getarnt und ihre Haut ermöglicht auch den Algenaufwuchs.

## Arten
Es gibt drei anerkannte Arten:
- Acentronura breviperula Fraser-Brunner & Whitley, 1949
- Acentronura gracilissima (Temminck & Schlegel, 1850)
- Acentronura tentaculata Günther, 1870

## Äußere Systematik
Acentronura und zwei weitere Gattungen (Amphelikturus, Idiotropiscis) werden im Deutschen als Zwerg-Nadelpferdchen bezeichnet und scheinen ein Bindeglied zwischen den gewöhnlichen Seenadeln und den Seepferdchen zu sein. Sie werden in eine eigene Unterfamilie eingeordnet, die Acentronurinae, oder gleich der Familie Hippocampinae zugeordnet, die dadurch nicht mehr nur die Seepferdchen umfasst und damit nicht mehr monotypisch ist. Eventuell sind sie die Schwestergruppe der Seepferdchen.